# Хардин (округ, Айова)
Ха́рдин (англ. Hardin County) — округ в США, штате Айова. На 2000 год численность населения составляла 18 812 человек. По оценке бюро переписи населения США в 2009 году население округа составляло 17 144 человек. Окружным центром является город Элдора.

## История
Округ Хардин был сформирован 15 января 1851 года.

## География
Согласно данным Бюро переписи населения США площадь округа Хардин составляет 1474 км².

### Основные шоссе
- Шоссе 20
- Шоссе 65
- Автострада 57
- Автострада 175

### Соседние округа
- Франклин  (север)
- Батлер  (северо-восток)
- Гранди  (восток)
- Маршалл  (юго-восток)
- Стори  (юго-запад)
- Гамильтон  (запад)

## Климат
Согласно данным представленным Национальной метеорологической службой США округ Хардин характеризуется влажным континентальным климатом, характеризующимся значительными сезонными перепадами температур: летом здесь тепло или жарко (часто влажно), а зимой холодно (иногда очень холодно). Во многих районах с таким климатом осадки относительно равномерно распределены в течение года. Согласно классификации климатов Кёппена, этот климат относится к подтипу сокращённо обозначаемому на климатических картах аббревиатурой «Dfa» (континентальный климат с жарким летом).

## Демография
По данным переписи населения 2000 года в округе проживало 18 812 жителей. Среди них 23,7 % составляли дети до 18 лет, 20,6 % люди возрастом более 65 лет. 50,6 % населения составляли женщины.
Национальный состав был следующим: 97,8 % белых, 0,9 % афроамериканцев, 0,2 % представителей коренных народов, 0,5 % азиатов, 3,8 % латиноамериканцев. 0,6 % населения являлись представителями двух или более рас.
Средний доход на душу населения в округе составлял $17537. 11,9 % населения имело доход ниже прожиточного минимума. Средний доход на домохозяйство составлял $46240.
Также 85,7 % взрослого населения имело законченное среднее образование, а 17,1 % имело высшее образование.